# Rong (Zigong)

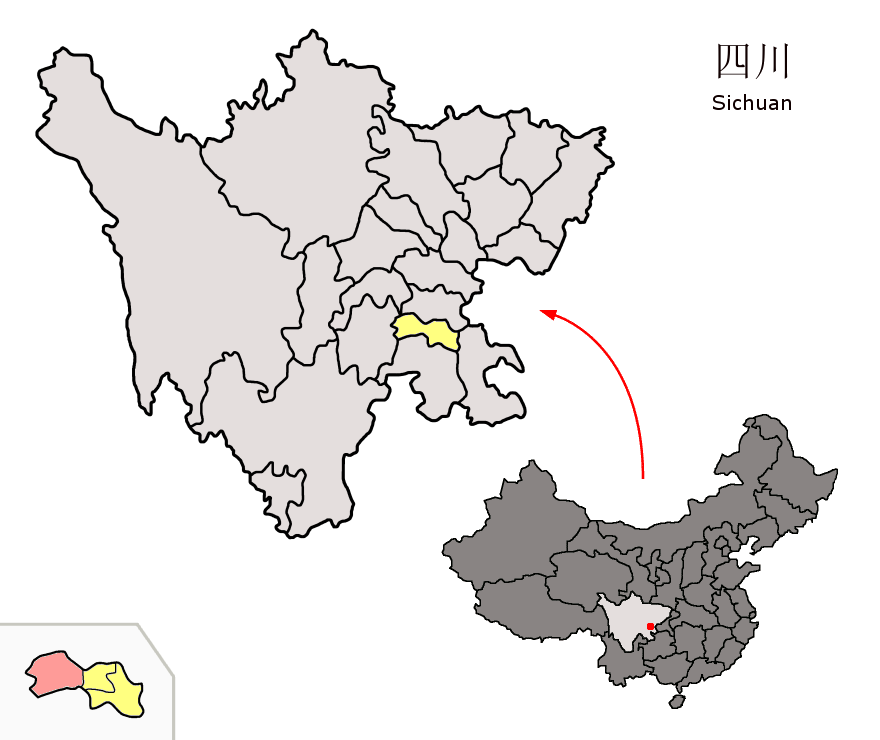
Lage des Kreises Rong (rosa) in der bezirksfreien Stadt Zigong.

Rong (chinesisch 荣县, Pinyin Róng Xiàn) ist ein Kreis der bezirksfreien Stadt Zigong in der chinesischen Provinz Sichuan. Er hat eine Fläche von 1.578 km² und zählt 469.488 Einwohner (Stand: Zensus 2020). Sein Hauptort ist die Großgemeinde Xuyang (旭阳镇).
Der Große Buddha im Kreis Rong (Rong xian Dafo shiku 荣县大佛石窟) und der ehemalige Wohnsitz von Wu Yuzhang (Wu Yuzhang guju 吴玉章故居) stehen seit 2006 auf der Liste der Denkmäler der Volksrepublik China (Sichuan).